# Gobemouche de Vaurie
Ficedula crypta
Espèce
Statut de conservation UICN

 LC  : Préoccupation mineure
Le Gobemouche de Vaurie (Ficedula crypta) est une espèce d'oiseaux de la famille des Muscicapidae. Son nom commémore l'ornithologue américain qui l'a décrit en 1951, Charles Vaurie.

## Répartition
Cet oiseau est endémique de Mindanao (Philippines).